# クアルト・ダルティーノ
クアルト・ダルティーノ（伊: Quarto d'Altino）は、イタリア共和国ヴェネト州ヴェネツィア県にある、人口約8,000人の基礎自治体（コムーネ）。
ローマ都市アルティヌムの遺跡がある。

## 地理

### 位置・広がり

#### 隣接コムーネ
隣接するコムーネは以下の通り。括弧内のTVはトレヴィーゾ県所属を示す。
- カザーレ・スル・シーレ (TV)
- マルコーン
- メーオロ
- モリアーノ・ヴェネト (TV)
- ムジーレ・ディ・ピアーヴェ
- ロンカーデ (TV)
- ヴェネツィア

### 気候分類・地震分類
気候分類では、zona E, 2541 GGに分類される。
また、イタリアの地震リスク階級 (it) では、zona 3 (sismicità bassa) に分類される。